# Veronica besseya
Veronica besseya är en grobladsväxtart som beskrevs av M.M.Mart.Ort. och Albach. Veronica besseya ingår i släktet veronikor, och familjen grobladsväxter. Inga underarter finns listade i Catalogue of Life.